# Ida Blom
Ida Blom, née le 20 janvier 1931 à Gentofte et morte le 26 novembre 2016, est une historienne norvégienne.

## Biographie
Née Ida Clara Bonnevie, dans une famille d'origine française et huguenote, elle obtient un diplôme de l'école des hautes études commerciales de Copenhague (1951), puis travaille en Angleterre, comme jeune fille au pair, et en France comme secrétaire au centre des forces aériennes alliées, à Fontainebleau. Elle vit en Norvège après son mariage et reprend des études à l'université de Bergen, où elle obtient son diplôme en 1961, puis où elle réalise en 1972 un doctorat, tout en travaillant comme assistante de recherche.
De 1985 à 2001, elle est professeur spécialiste d'histoire des femmes à l'université de Bergen, et y devient plus tard professeur émérite.
Elle dirige un ouvrage collectif d'histoire des femmes en trois volumes, parus en danois et en norvégien en 1992-1993, intitulé Cappelens kvinnehistorie, qui est récompensé en 1992 par le prix Brage de la société littéraire norvégienne.

## Distinctions
Elle est membre de l'Académie norvégienne des sciences et des lettres.
Elle a reçu le prix Gina Krog décerné par Association norvégienne pour les droits des femmes en 2009.

## Publications
- Nasjonal reisning: pressgruppepolitikk i Grønlandsspørsmålet 1921-31, 1972
- Kjønnsroller og likestilling, 1983
- "Den haarde dyst": Fødsler og fødselshjelp gjennom 150 år, 1988
- Det er forskjell på folk - nå som før, 1994
- (dir.) Cappelens kvinnehistorie, 1992, (Prix Brage, dans la section Littérature générale)